# Colloredo-Mansfeld

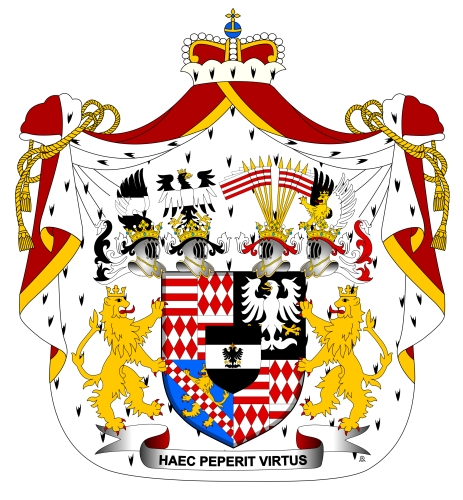
Blazonul princiar al familiei

Colloredo-Man(n)sfeld (pronunție în germană [ˌkɔlo:.ʀe:dɔ.ˈmans.fɛlt]) este o ramură a unei familii nobiliare de origine italiană ai cărei membri au venit la Austria în secolul al XVI-lea. Acolo ei au fost ridicați la rangul de baroni în 1588, conți în 1727 și prinți (în primogenitură) în 1763. Familia a primit Castelul Opočno din Regatul Boemiei în 1634 și a dobândit numeroase alte moșii în Boemia și Austria. În 1945 moșiile lor au fost expropriate, iar membrii familiei au fost expulzați din Republica Cehoslovacă, dar au revenit după 1990 și li s-au retrocedat unele din fostele lor moșii. 

## Istoric

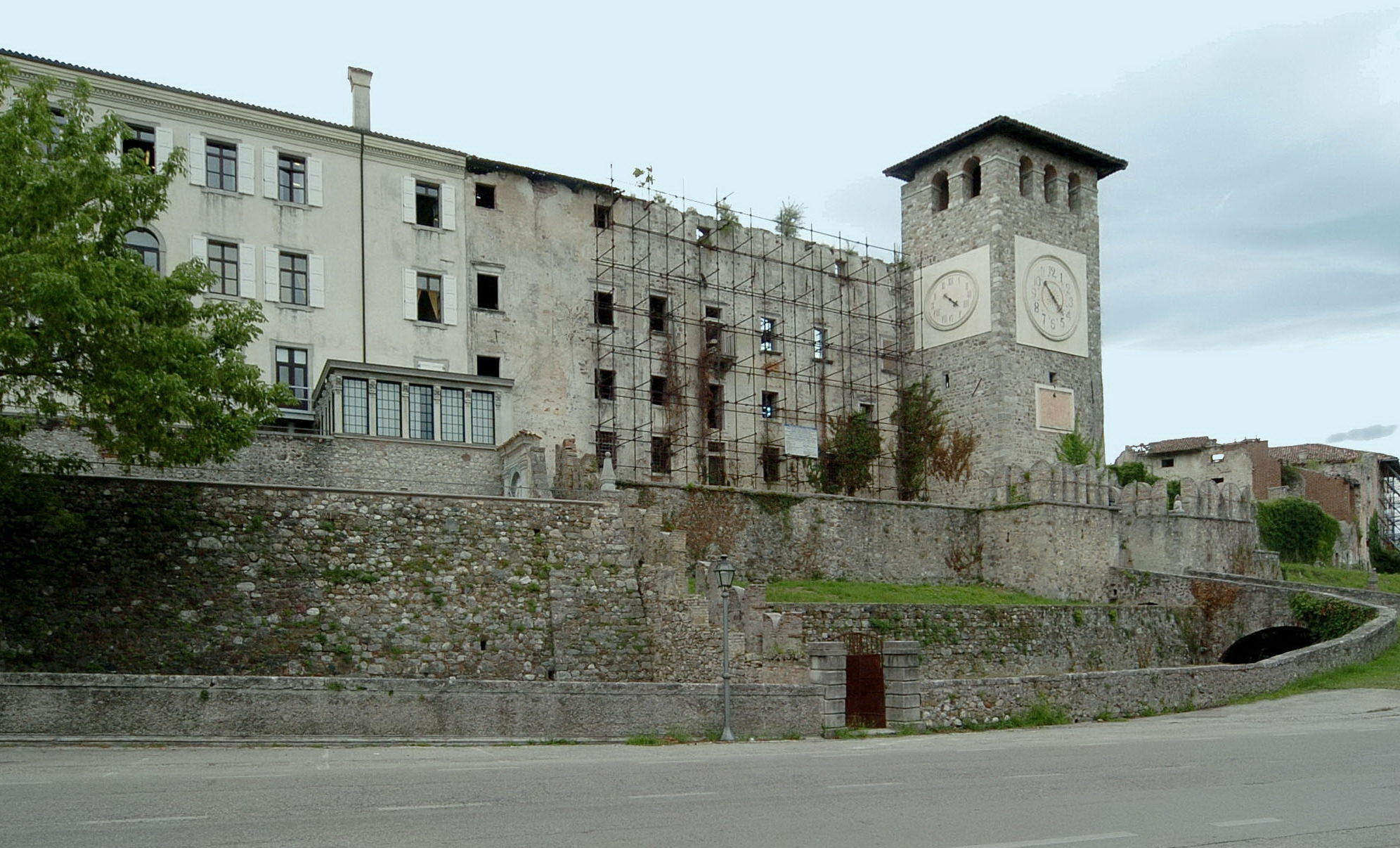
Castelul Colloredo din Italia

Familia Colloredo este originară din Colloredo di Monte Albano, Italia, unde a deținut numeroase moșii. Potrivit tradiției familiei, ea descinde din seniorul șvab din Waldsee. Se pare că Liebhart (Liobardo) de Waldsee a venit în Italia ca însoțitor al regelui Conrad al II-lea și pe la 1031 a fost răsplătit de patriarhul Poppo de Aquileia cu castelul Mels din apropiere de Udine, în Friuli. Descendenții lui au construit începând din 1309 castelul Colloredo ca reședință a familiei. Linia Waldsee este astăzi, cu toate acestea, disputată. 
Membrii familiei au fost ridicați la rangul nobiliar de Freiherr de către împăratul habsburgic Rudolf al II-lea în 1588 și a devenit Reichsgraf în 1724. În 1634 celor doi frați Colloredo li s-au acordat castelul Opočno din Boemia de către Ferdinand al II-lea, împăratul Sfântului Imperiu Roman. Rudolf Joseph von Colloredo (1706-1788), vicecancelar al împărătesei Maria Tereza, a fost numit prinț al Sfântului Imperiu Roman în 1763.
Linia Colloredo-Mansfeld a apărut atunci când fiul său, Franz de Paula Gundakar von Colloredo, s-a căsătorit cu prințesa Maria Isabella de Mansfeld în 1771 și a devenit apt să moștenească moșia familiei din Boemia cu Castelul Dobříš până la stingerea liniei masculine a dinastiei în 1780, în timp ce posesiunile familiei Mansfeld au trecut în stăpânirea Ducatului de Magdeburg. Uniunea caselor de Colloredo și Mansfeld a fost oficial aprobată prin decretul împăratului Iosif al II-lea în 1789; decretul a folosit ortografia Colloredo-Mannsfeld, în timp ce ortografia Colloredo-Mansfeld a fost mai frecventă. 
În 1803 prințul Franz Gundakar a achiziționat o parte a comitatului Rieneck de la Casa de Nostiz deoarece această posesiune imperială îi asigura un loc în Dieta Imperială, dar nu s-a mutat niciodată acolo. În 1806 acest teritoriu a fost mediatizat de către arhiepiscopul de Regenburg, Karl Theodor von Dalberg, ca parte a Principatului Aschaffenburg. În 1815 Rieneck a fost anexat Regatului Bavariei. Prințul a cumpărat în 1804 o parte a comitatului Limpurg cunoscut sub numele de Senioria de Limpurg-Gröningen; acest lucru a fost mediatizat de Regatul Württemberg în 1806. 
În perioada celei de-a Doua Republici Cehoslovace aproximativ jumătate din posesiunile familiei de 60.000 de hectare de păduri și terenuri agricole au fost expropriate în timpul reformei funciare. Sub ocupație germană (Protectoratul Boemiei și Moraviei), atunci când membrii familiei Colloredo care deveniseră cetățeni cehoslovaci au refuzat să devină germani, restul moșiilor lor au fost confiscate de naziști și unii dintre nepoții prințului Iosif al II-lea (care a trăit în Paris) au fost arestați pentru a presta muncă silnică, iar alții au emigrat. După cel de-al Doilea Război Mondial, membrii familiei s-au întors, dar numai pentru a face față iarăși arestării și torturării și, ulterior, expulzării din Cehoslovacia, unde au fost din nou expropriați de această dată în calitate de „germani” prin decretele Beneš. Ei au emigrat în Canada și SUA. Singura lor posesiune rămasă a fost moșia forestieră Gstatt din Austria pe care o achiziționaseră în anul 1929, în timp ce o ramură mai tânără stăpânea încă moșia Sierndorf din Austria (achiziționată în anul 1756). 
O parte din posesiunile familiei Colloredo, printre care castelele Dobříš și Zbiroh și pământurile din jurul lor, au fost restituite de Republica Cehă lui Jerome Colloredo-Mansfeld (care a vândut-o pe cea din urmă și a lăsat-o pe prima nepotului său, Jerome). Castelul Opočno a fost returnat fiicei prințului Joseph al III-lea, Kristina Colloredo-Mansfeld. O decizie a Înaltei Curți a obligat-o, cu toate acestea, să cedeze statului castelul, permițându-i să păstreze terenurile agricole. Un proces pentru colecția de artă de la castelul Opočno este încă în curs. Contesa Kristina locuiește la Opočno și la Gstatt, Austria. Familia deține acum aproximativ 20.000 ha din moșiile lor inițial de 60.000 de hectare. 

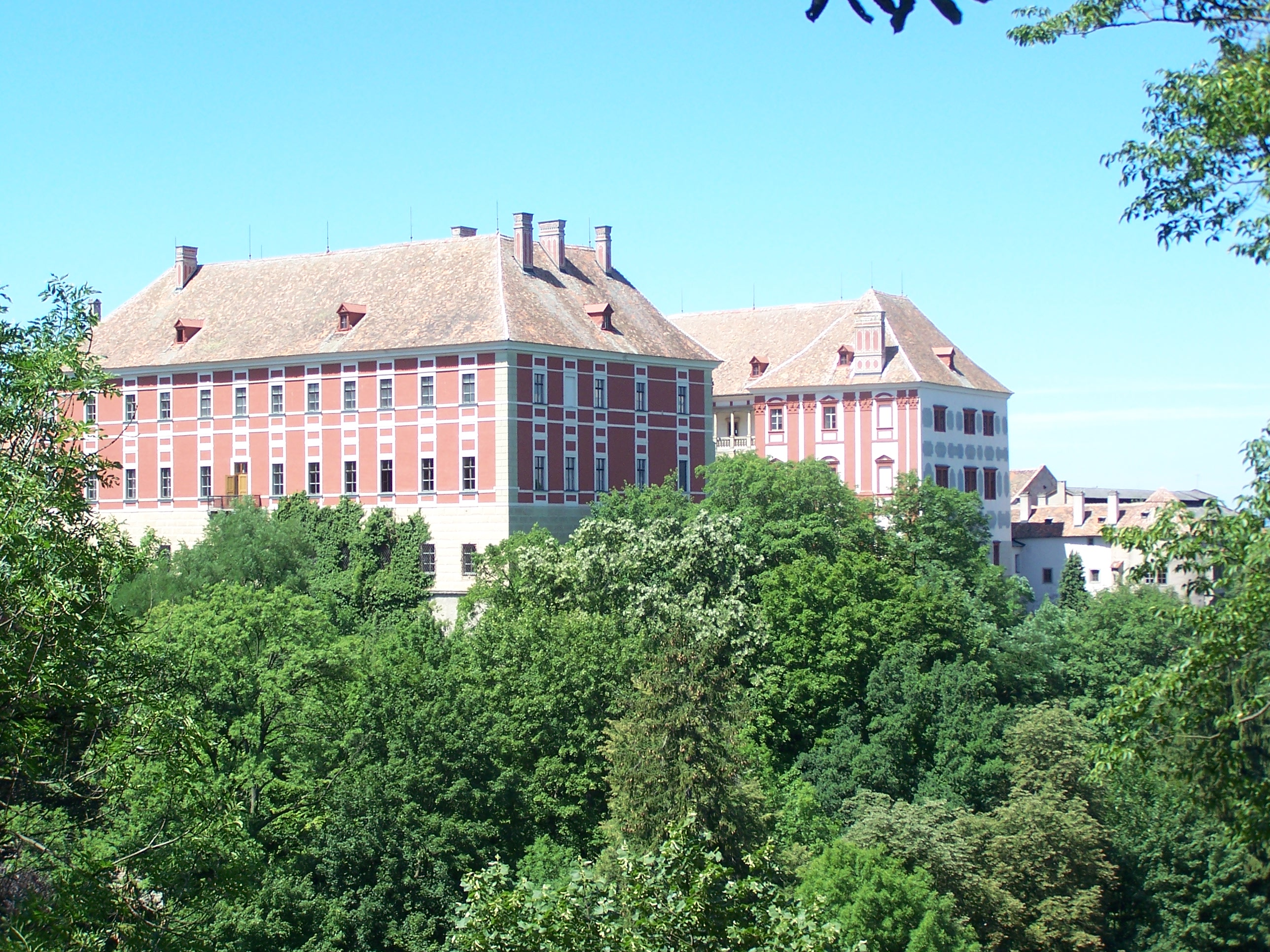
Castelul Opočno, Republica Cehă
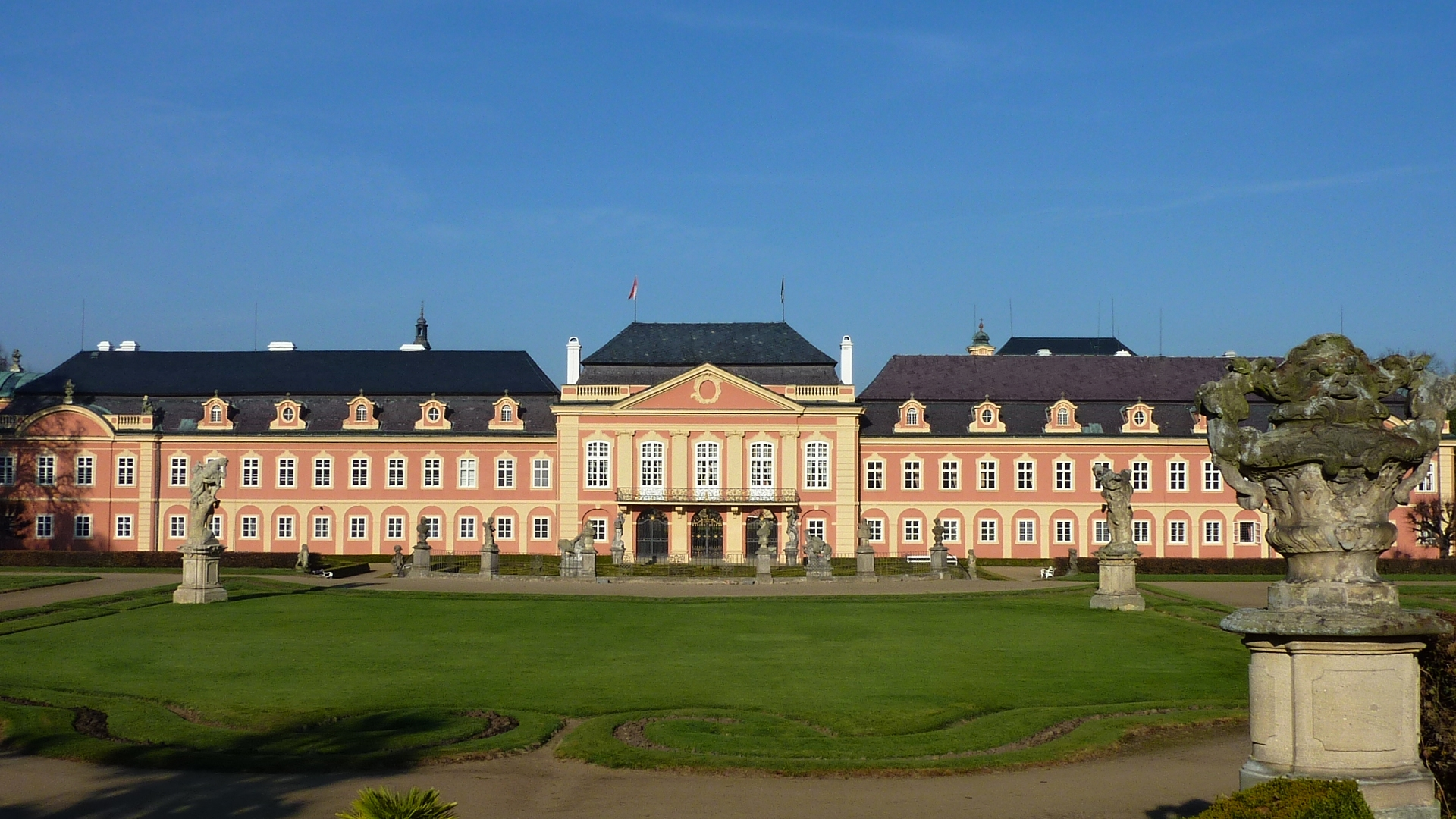
Castelul Dobříš, Republica Cehă
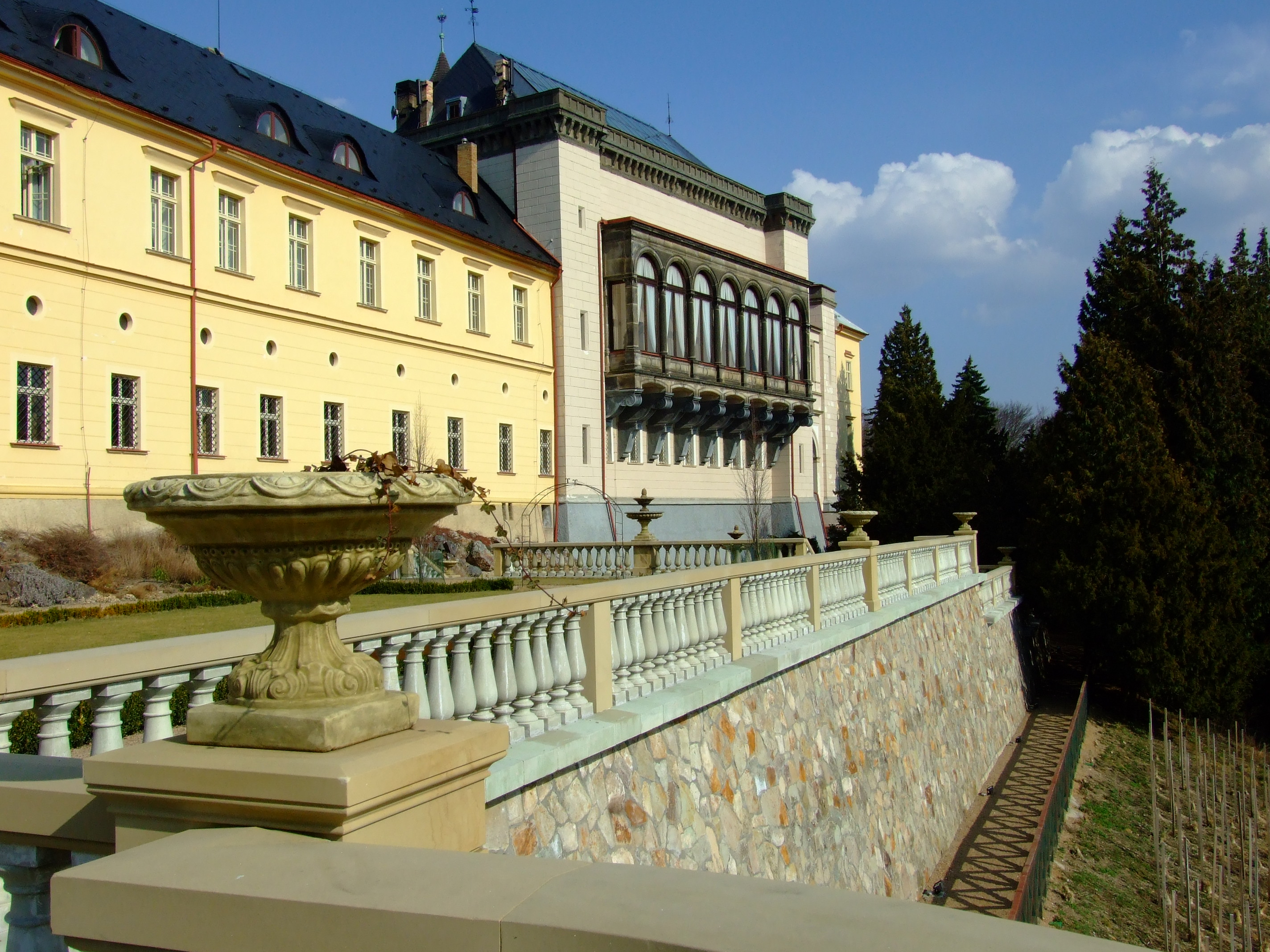
Castelul Zbiroh, Republica Cehă
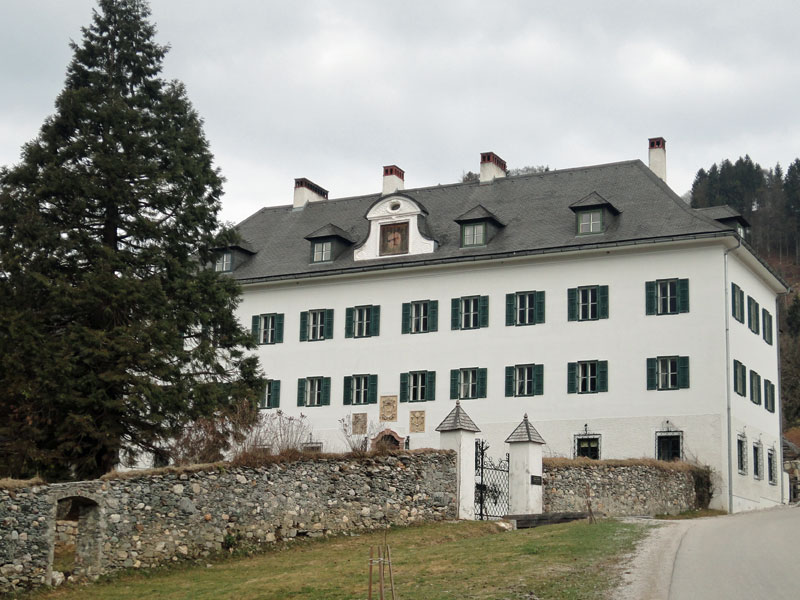
Castelul Gstatt, Austria
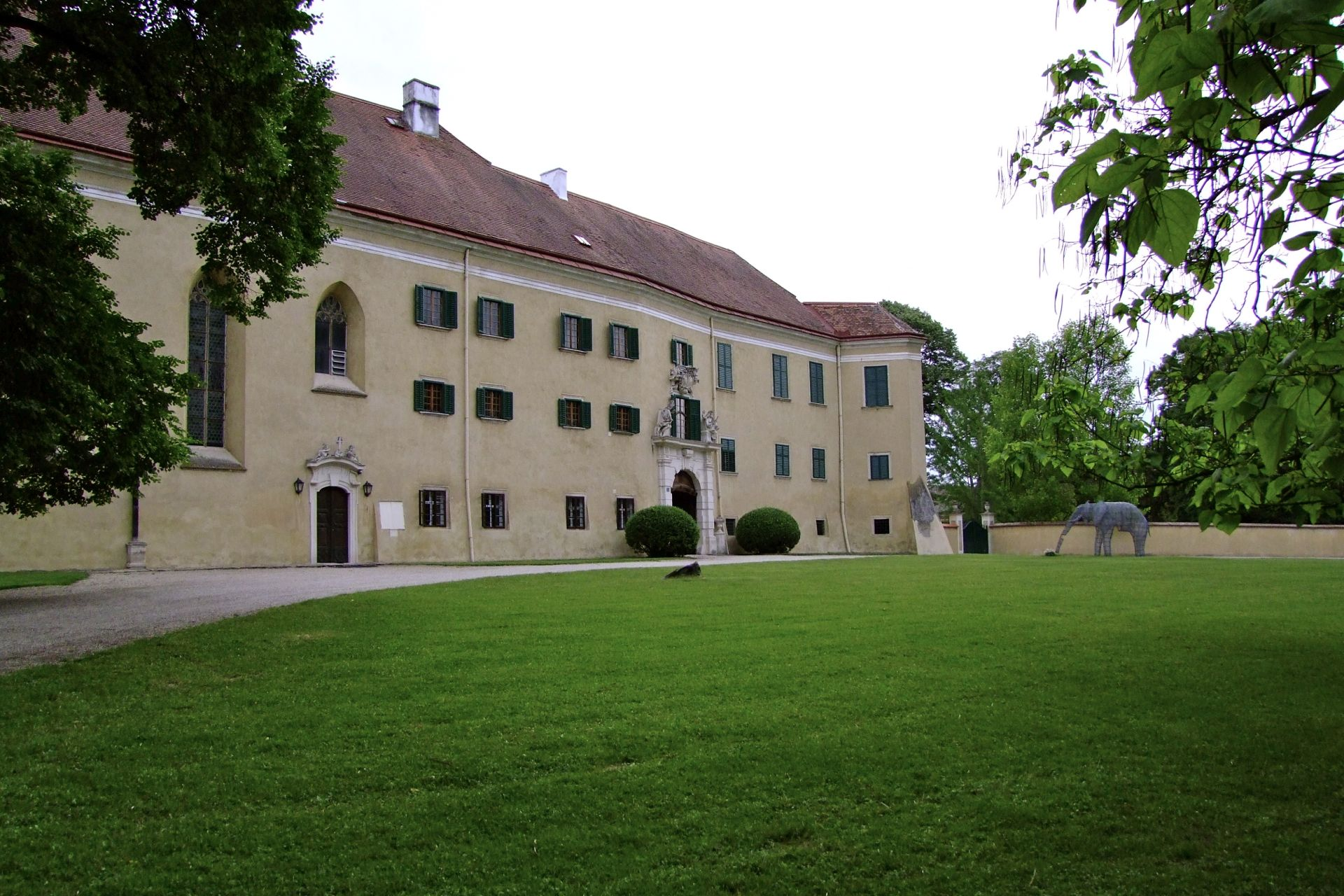
Castelul Sierndorf, Austria

## Prinții de Colloredo-Mannsfeld (1789–prezent)

Blazonul familiei

- Franz Gundackar, Conte 1788-1789, 1 Prinț 1789-1807 (1731-1789)[3]
  - Rudolf, al 2-lea Prinț 1807-1843 (1772-1843)
  - Prințul Hieronymus (1775-1822)
    - Franz, al 3-lea Prinț 1843-1852 (1802-1852)

  - Prințul Ferdinand (1777-1848)
    - Joseph, al 4-lea Prinț 1852-1895 (1813-1895)
      - Hieronymus, Prinț ereditar de Colloredo-Mannsfeld (1842-1881)
        - Joseph, al 5-lea Prinț 1895-1957 (1866-1957)
        - Prințul Hieronymus (1870-1942)
          - Joseph, al 6-lea Prinț 1957-1990 (1910-1990)
          - Hieronymus, al 7-lea Prinț 1990-1998 (1912-1998)
          - Prințul Friedrich (1917-1991)
            - Hieronymus, al 8-lea Prinț 1998-prezent (n. 1949)
              - Paul-Josef, Prinț ereditar de Colloredo-Mannsfeld (n. 1981)
                - Prințul Hieronymus (n. 2011)
                - Prințul Felix (n. 2013)

              - Prințul Lelio (n. 1985)

## Membri notabili ai familiei
- Hieronymus Graf von Colloredo (1732–1812) a fost prinț-episcop de Gurk din 1761 și ultimul prinț-arhiepiscop de Salzburg din 1771 până în 1803, când Principatul arhiepiscopal a fost desființat
- Hieronymus Karl Graf von Colloredo-Mansfeld (1775–1822), comandant militar austriac în timpul Războaielor Napoleoniene
- Ferdinand von Colloredo-Mannsfeld (1777–1848), diplomat, politician, latifundiar și antreprenor austriac
- Filippo di Colloredo-Mels (1778–1864), conducător al Ordinului Militar Suverna de Malta, era originar din ramura italiană a familiei
- Franz de Paula Gundaccar al II-lea von Colloredo-Mannsfeld (1802–1852), Feldmarschall-Leutnant austriac